# Джон Ивлин
Джон Ивлин (на английски: John Evelyn) е английски писател и журналист, представител на класицизма. Автор е на над 30 книги в областта на изкуствата, религията и залесяването.
Джон Ивлин придобива популярност със своите дневници, които до голяма степен се припокриват като съдържание с тези на друг бележит за времето си писател – Самюъл Пийпс. В дневниците са описани изкуството, културата и политиката на Англия по това време и хвърлят светлина върху този мрачен за Великобритания период. Той свидетелства за екзекуциите на Чарлз I и Оливър Кромуел, както и за последната голяма чумна епидемия в Лондон и големия пожар от 1666 г.
Ивлин и Пийпс често кореспондирали помежду си и много от техните писма са запазени.